# ムーンショット型研究開発制度
ムーンショット型研究開発制度（ムーンショットがたけんきゅうかいはつせいど）は、日本発の破壊的イノベーションの創出を目指し、従来技術の延長にない、より大胆な発想に基づく挑戦的な研究開発（ムーンショット）を推進する新たな制度のこと。アメリカ航空宇宙局（NASA）による月への有人宇宙飛行計画になぞらえて命名された。
「Human Well-being」（人々の幸福）を目指し、その基盤となる社会・環境・経済の諸課題を解決すべく、10個のムーンショット目標を決定している。
目標1 - 6は2020年（令和2年）1月23日の総合科学技術・イノベーション会議（第48回）で、目標7は同年7月14日の健康・医療戦略推進本部（第30回）で、目標8 - 9は2021年（令和3年）9月28日の総合科学技術・イノベーション会議（第57回）で、目標10は2023年（令和5年）12月26日の総合科学技術・イノベーション会議（第70回）でそれぞれ決定された。
この中で、主に農林水産省に関わりのあるムーンショット目標5は、世界的な食糧問題を解決するための最先端技術の創出を目指している。この目標で対象となるプロジェクトの1つに昆虫食がある。2023年頃より日本国内で論争になっているコオロギ食もその対象である。

## 制度の特徴
内閣府及び関係省庁は、ムーンショット型研究開発制度の運用や評価に関する指針を策定、制度の特徴として以下が示されている。
- 未来社会を展望し、困難であるが実現すれば大きなインパクトが期待される社会課題等を対象とした野心的な目標（ムーンショット目標）及び研究開発構想を、国が提示する。
- 研究開発段階にある知見やアイデアを最大限に引き出し、従来技術の延長にない、より大胆な発想に基づく挑戦的な研究開発を推進する。
- ムーンショット目標の達成のため、複数のプロジェクトマネージャー（PM）を採択し、PMが推進する複数の研究開発のプロジェクトで構成されるプログラムを統一的に指揮・監督するプログラムディレクター（PD）を任命する。
- 研究全体を俯瞰したポートフォリオを構築。「失敗を許容」しながら挑戦的な研究開発を推進する。
- ステージゲートを設けてポートフォリオ（プロジェクトの構成や資源配分等の方針をまとめたマネジメント計画）を柔軟に見直し、スピンアウトを奨励。データ基盤を用いた最先端の研究支援システムを構築する。
- 基金を造成し、ポートフォリオの再編を繰り返しながら、研究開発時点から5年間を基本として最長で10年間の支援を可能としている[10]。

## ムーンショット目標
どれもSFの域を出ないものばかりであり、実現するまでの具体的なプロセスの説明はされていない。
- 目標1．2050年までに、人が身体、脳、空間、時間の制約から解放された社会を実現[11]（PD：萩田紀博・大阪芸術大学学科長・教授）
- 目標2．2050年までに、超早期に疾患の予測・予防をすることができる社会を実現[12]（PD：祖父江元・愛知医科大学理事長・学長）
- 目標3．2050年までに、AIとロボットの共進化により、自ら学習・行動し人と共生するロボットを実現[13]（PD：福田敏男・名古屋大学未来社会創造機構客員教授）
- 目標4．2050年までに、地球環境再生に向けた持続可能な資源循環を実現[14]（PD：山地憲治・地球環境産業技術研究機構理事長）
  - 4-(1) 温室効果ガスを回収、資源転換、無害化する技術の開発
  - 4-(2) 窒素化合物を回収、資源転換、無害化する技術の開発
  - 4-(3) 生分解のタイミングやスピードをコントロールする海洋生分解性プラスチックの開発
- 目標5．2050年までに、未利用の生物機能等のフル活用により、地球規模でムリ・ムダのない持続的な食料供給産業を創出[15]（PD：千葉一裕・東京農工大学学長）
  - 5-(1) 食料供給の拡大と地球環境保全を両立する食料生産システム
  - 5-(2) 食品ロス・ゼロを目指す食料消費システム
- 目標6．2050年までに、経済・産業・安全保障を飛躍的に発展させる誤り耐性型汎用量子コンピュータを実現[16]（PD：北川勝浩・大阪大学大学院基礎工学研究科教授）

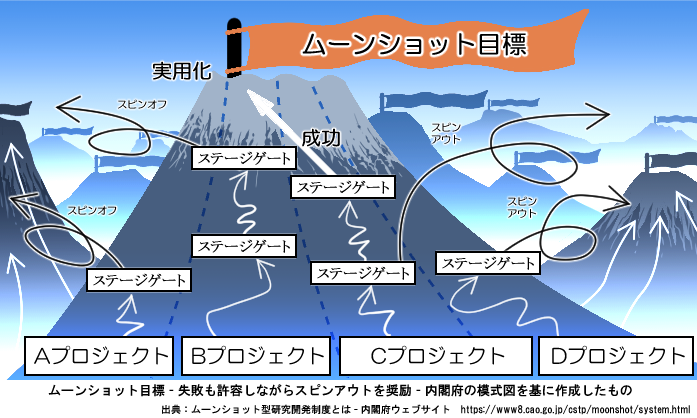
ムーンショット目標 - 失敗も許容しながらスピンアウトを奨励 - 内閣府の模式図を基に作成したもの

- 目標7．2040年までに、主要な疾患を予防・克服し100歳まで健康不安なく人生を楽しむためのサステイナブルな医療・介護システムを実現[17]（PD：平野俊夫・量子科学技術研究開発機構理事長）
- 目標8．2050年までに、激甚化しつつある台風や豪雨を制御し極端風水害の脅威から解放された安全安心な社会を実現[18]（PD：三好建正・理化学研究所計算科学研究センターチームリーダー）
- 目標9．2050年までに、こころの安らぎや活力を増大することで、精神的に豊かで躍動的な社会を実現[19]（PD：熊谷誠慈・京都大学人と社会の未来研究院准教授）
- 目標10．2050年までに、フュージョンエネルギーの多面的な活用により、地球環境と調和し、資源制約から解き放たれた活力ある社会を実現[20]（PD：吉田善章・自然科学研究機構 核融合科学研究所 所長）

### 目標毎のプロジェクト内容
|    | 目標    | （1） | (2) | 研究開発プロジェクト | PM          | 所属                               |
| -- | ------- | ----- | --- | --- | ----------- | ---------------------------------- |
| 1  | 目標 1  | 1     | 1   | 誰もが自在に活躍できるアバター共生社会の実現                                                                                  | 石黒 浩     | 大阪大学                           |
| 2  | 目標 1  | 2     | 2   | 身体的能力と知覚能力の拡張による身体の制約からの解放                                                                          | 金井 良太   | 株式会社国際電気通信基礎技術研究所 |
| 3  | 目標 1  | 3     | 3   | 身体的共創を生み出すサイバネティック・アバター技術と社会基盤の開発                                                            | 南澤 孝太   | 慶應義塾大学                       |
| 4  | 目標 1  | 4     | 4   | 生体内サイバネティック・アバターによる時空間体内環境情報の構造化                                                              | 新井 史人   | 東京大学                           |
| 5  | 目標 1  | 5     | 5   | アバターを安全かつ信頼して利用できる社会の実現                                                                                | 新保 史生   | 慶應義塾大学                       |
| 6  | 目標 1  | 6     | 6   | サイバネティック・アバターのインタラクティブな遠隔操作を持続させる信頼性確保基盤                                              | 松村 武     | 情報通信研究機構                   |
| 7  | 目標 1  | 7     | 7   | 細胞内サイバネティック・アバターの遠隔制御によって見守られる社会の実現                                                        | 山西 陽子   | 九州大学                           |
| 8  | 目標 2  | 1     | 1   | 複雑臓器制御系の数理的包括理解と超早期精密医療への挑戦                                                                        | 合原 一幸   | 東京大学                           |
| 9  | 目標 2  | 2     | 2   | 生体内ネットワークの理解による難治性がん克服に向けた挑戦                                                                      | 大野 茂男   | 順天堂大学                         |
| 10 | 目標 2  | 3     | 3   | 恒常性の理解と制御による糖尿病および併発疾患の克服                                                                            | 片桐 秀樹   | 東北大学                           |
| 11 | 目標 2  | 4     | 4   | 臓器連関の包括的理解に基づく認知症関連疾患の克服に向けて                                                                      | 高橋 良輔   | 京都大学                           |
| 12 | 目標 2  | 5     | 5   | ウイルス－人体相互作用ネットワークの理解と制御                                                                                | 松浦 善治   | 大阪大学                           |
| 13 | 目標 3  | 1     | 1   | 一人に一台一生寄り添うスマートロボット                                                                                        | 菅野 重樹   | 早稲田大学                         |
| 14 | 目標 3  | 2     | 2   | 多様な環境に適応しインフラ構築を革新する協働AIロボット                                                                        | 永谷 圭司   | 筑波大学                           |
| 15 | 目標 3  | 3     | 3   | 人とAIロボットの創造的共進化によるサイエンス開拓                                                                              | 原田 香奈子 | 東京大学                           |
| 16 | 目標 3  | 4     | 4   | 活力ある社会を創る適応自在AIロボット群                                                                                        | 平田 泰久   | 東北大学                           |
| 17 | 目標 3  | 5     | 5   | 人と融和して知の創造・越境をするAIロボット                                                                                    | 牛久 祥孝   | オムロンサイニックエックス株式会社 |
| 18 | 目標 3  | 6     | 6   | 未知未踏領域における拠点建築のための集団共有知能をもつ進化型ロボット群                                                        | 國井 康晴   | 中央大学                           |
| 19 | 目標 3  | 7     | 7   | 主体的な行動変容を促すAwareness AIロボットシステム開発                                                                        | 下田 真吾   | 名古屋大学                         |
| 20 | 目標 3  | 8     | 8   | 月面探査／拠点構築のための自己再生型AIロボット                                                                                | 吉田 和哉   | 東北大学                           |
| 21 | 目標 4  | 1     | 1   | 大気中からの高効率CO2分離回収・炭素循環技術の開発                                                                             | 児玉 昭雄   | 金沢大学                           |
| 22 | 目標 4  | 1     | 2   | 電気化学プロセスを主体とする革新的CO2大量資源化システムの開発                                                                 | 杉山 正和   | 東京大学                           |
| 23 | 目標 4  | 1     | 3   | C4S*研究開発プロジェクト *C4S：Calcium Carbonate Circulation System for Construction （建設分野の炭酸カルシウム循環システム） | 野口 貴文   | 東京大学                           |
| 24 | 目標 4  | 1     | 4   | 冷熱を利用した大気中二酸化炭素直接回収の研究開発                                                                              | 則永 行庸   | 名古屋大学                         |
| 25 | 目標 4  | 1     | 5   | "ビヨンド・ゼロ"社会実現に向けたCO2循環システムの研究開発                                                                     | 藤川 茂紀   | 九州大学                           |
| 26 | 目標 4  | 1     | 6   | パッシブDAC技術の研究開発 | 山添 誠司   | 東京都立大学                       |
| 27 | 目標 4  | 1     | 7   | 機能改良による高速CO2固定大型藻類の創出とその利活用技術の開発                                                                 | 植田 充美   | 京都大学                           |
| 28 | 目標 4  | 1     | 8   | 遺伝子最適化・超遠縁ハイブリッド・微生物共生の統合で生み出す次世代CO2資源化植物の開発                                         | 光田 展隆   | 産業技術総合研究所                 |
| 29 | 目標 4  | 1     | 9   | 炭素超循環社会構築のためのDAC農業の実現                                                                                       | 矢野 昌裕   | 農業・食品産業技術総合研究機構     |
| 30 | 目標 4  | 1     | 10  | 岩石と場の特性を活用した風化促進技術"A-ERW"の開発                                                                             | 中垣 隆雄   | 早稲田大学                         |
| 31 | 目標 4  | 1     | 11  | LCA/TEAの評価基盤構築による風化促進システムの研究開発                                                                         | 森本 慎一郎 | 産業技術総合研究所                 |
| 32 | 目標 4  | 1     | 12  | 資源循環の最適化による農地由来の温室効果ガスの排出削減                                                                        | 南澤 究     | 東北大学                           |
| 33 | 目標 4  | 2     | 1   | 産業活動由来の希薄な窒素化合物の循環技術創出―プラネタリーバウンダリー問題の解決に向けて                                       | 川本 徹     | 産業技術総合研究所                 |
| 34 | 目標 4  | 2     | 2   | 窒素資源循環社会を実現するための希薄反応性窒素の回収・除去技術開発                                                            | 脇原 徹     | 東京大学                           |
| 35 | 目標 4  | 3     | 1   | 非可食性バイオマスを原料とした海洋分解可能なマルチロック型バイオポリマーの研究開発                                            | 伊藤 耕三   | 東京大学                           |
| 36 | 目標 4  | 3     | 2   | 生分解開始スイッチ機能を有する海洋分解性プラスチックの研究開発                                                                | 粕谷 健一   | 群馬大学                           |
| 37 | 目標 5  | 1     | 1   | サイバーフィジカルシステムを利用した作物強靭化による食料リスクゼロの実現                                                      | 藤原 徹     | 東京大学                           |
| 38 | 目標 5  | 1     | 2   | 土壌微生物叢アトラスに基づいた環境制御による循環型協生農業プラットフォーム構築                                                | 竹山 春子   | 早稲田大学                         |
| 39 | 目標 5  | 1     | 3   | 藻類と動物細胞を用いたサーキュラーセルカルチャーによるバイオエコノミカルな培養食料生産システム                                | 清水 達也   | 東京女子医科大学                   |
| 40 | 目標 5  | 1     | 4   | 先端的な物理手法と未利用の生物機能を駆使した害虫被害ゼロ農業の実現                                                            | 日本 典秀   | 京都大学                           |
| 41 | 目標 5  | 1     | 5   | 牛ルーメンマイクロバイオーム完全制御によるメタン80%削減に向けた新たな家畜生産システムの実現                                   | 小池 聡     | 北海道大学                         |
| 42 | 目標 5  | 2     | 1   | 地球規模の食料問題の解決と人類の宇宙進出に向けた昆虫が支える循環型食料生産システムの開発                                      | 由良 敬     | お茶の水女子大学                   |
| 43 | 目標 5  | 2     | 2   | 自然資本主義社会を基盤とする次世代型食料供給産業の創出                                                                        | 高橋 伸一郎 | 東京大学                           |
| 44 | 目標 5  | 2     | 3   | 低温凍結粉砕含水ゲル粉末による食品の革新的長期保存技術の開発                                                                  | 古川 英光   | 山形大学                           |
| 45 | 目標 6  | 1     | 1   | 誤り耐性型量子コンピュータにおける理論・ソフトウェアの研究開発                                                                | 小芦 雅斗   | 東京大学                           |
| 46 | 目標 6  | 2     | 2   | 量子計算網構築のための量子インターフェース開発                                                                                | 小坂 英男   | 横浜国立大学                       |
| 47 | 目標 6  | 3     | 3   | イオントラップによる光接続型誤り耐性量子コンピュータ                                                                          | 高橋 優樹   | 沖縄科学技術大学院大学             |
| 48 | 目標 6  | 4     | 4   | 誤り耐性型大規模汎用光量子コンピュータの研究開発                                                                              | 古澤 明     | 東京大学                           |
| 49 | 目標 6  | 5     | 5   | 大規模集積シリコン量子コンピュータの研究開発                                                                                  | 水野 弘之   | 株式会社日立製作所                 |
| 50 | 目標 6  | 6     | 6   | ネットワーク型量子コンピュータによる量子サイバースペース                                                                      | 山本 俊     | 大阪大学                           |
| 51 | 目標 6  | 7     | 7   | 超伝導量子回路の集積化技術の開発                                                                                              | 山本 剛     | 日本電気株式会社                   |
| 52 | 目標 6  | 8     | 8   | ナノファイバー共振器QEDによる大規模量子ハードウェア                                                                           | 青木 隆朗   | 早稲田大学                         |
| 53 | 目標 6  | 9     | 9   | 大規模・高コヒーレンスな動的原子アレー型・誤り耐性量子コンピュータ                                                            | 大森 賢治   | 自然科学研究機構                   |
| 54 | 目標 6  | 10    | 10  | スケーラブルな高集積量子誤り訂正システムの開発                                                                                | 小林 和淑   | 京都工芸繊維大学                   |
| 55 | 目標 6  | 11    | 11  | 拡張性のあるシリコン量子コンピュータ技術の開発                                                                                | 樽茶 清悟   | 理化学研究所                       |
| 56 | 目標 6  | 12    | 12  | スケーラブルで強靭な統合的量子通信システム                                                                                    | 永山 翔太   | 慶應義塾大学                       |
| 57 | 目標 7  | 1     | 1   | ミトコンドリア先制医療 | 阿部 高明   | 東北大学                           |
| 58 | 目標 7  | 2     | 2   | 炎症誘発細胞除去による100歳を目指した健康寿命延伸医療の実現                                                                   | 中西 真     | 東京大学                           |
| 59 | 目標 7  | 3     | 3   | 病気につながる血管周囲の微小炎症を標的とする量子技術、ニューロモデュレーション医療による未病時治療法の開発                    | 村上 正晃   | 北海道大学                         |
| 60 | 目標 7  | 4     | 4   | 睡眠と冬眠：二つの「眠り」の解明と操作が拓く新世代医療の展開                                                                  | 柳沢 正史   | 筑波大学                           |
| 61 | 目標 7  | 5     | 5   | 病院を家庭に、家庭で炎症コントロール                                                                                          | 南学 正臣   | 東京大学                           |
| 62 | 目標 7  | 6     | 6   | 健康寿命伸長に向けた腸内細菌動作原理の理解とその応用                                                                          | 本田 賢也   | 慶應義塾大学                       |
| 63 | 目標 7  | 7     | 7   | 細胞運命転換を用いた若返りによるがんリスク0の世界                                                                             | 古関 明彦   | 理化学研究所                       |
| 64 | 目標 7  | 8     | 8   | 慢性炎症の制御によるがん発症ゼロ社会の実現                                                                                    | 西川 博嘉   | 名古屋大学                         |
| 65 | 目標 7  | 9     | 9   | 認知症克服に向けた脳のレジリエンスを支えるリザバー機能とその増強法の開発研究                                                  | 伊佐 正     | 京都大学                           |
| 66 | 目標 7  | 10    | 10  | 脳を守り、育て、活かす、睡眠によるライフコースアプローチ                                                                      | 林 悠       | 東京大学                           |
| 67 | 目標 7  | 11    | 11  | グリア病態からセノインフラメーションへ発展する概念に基づく認知症発症機序の早期検出と制御                                      | 樋口 真人   | 量子科学技術研究開発機構           |
| 68 | 目標 8  | 1     | 1   | 社会的意思決定を支援する気象－社会結合系の制御理論                                                                            | 澤田 洋平   | 東京大学                           |
| 69 | 目標 8  | 2     | 2   | 安全で豊かな社会を目指す台風制御研究                                                                                          | 筆保 弘徳   | 横浜国立大学                       |
| 70 | 目標 8  | 3     | 3   | ゲリラ豪雨・線状対流系豪雨と共に生きる気象制御                                                                                | 山口 弘誠   | 京都大学                           |
| 71 | 目標 8  | 4     | 4   | 海上豪雨生成で実現する集中豪雨被害から解放される未来                                                                          | 小槻 峻司   | 千葉大学                           |
| 72 | 目標 8  | 5     | 5   | 台風下の海表面での運動量・熱流束の予測と制御                                                                                  | 高垣 直尚   | 兵庫県立大学                       |
| 73 | 目標 8  | 6     | 6   | 局地的気象現象の蓋然性の推定を可能にする気象モデルの開発                                                                      | 西澤 誠也   | 理化学研究所                       |
| 74 | 目標 8  | 7     | 7   | 大規模自由度場のアクチュエータ位置最適化                                                                                      | 野々村 拓   | 東北大学                           |
| 75 | 目標 8  | 8     | 8   | 台風制御に必要な予測と監視に貢献する海の無人機開発                                                                            | 森 修一     | 海洋研究開発機構                   |
| 76 | 目標 9  | 1     | 1   | 東洋の人間観と脳情報学で実現する安らぎと慈しみの境地                                                                          | 今水 寛     | 株式会社国際電気通信基礎技術研究所 |
| 77 | 目標 9  | 2     | 2   | 多様なこころを脳と身体性機能に基づいてつなぐ「自在ホンヤク機」の開発                                                          | 筒井 健一郎 | 東北大学                           |
| 78 | 目標 9  | 3     | 3   | データの分散管理によるこころの自由と価値の共創                                                                                | 橋田 浩一   | 理化学研究所                       |
| 79 | 目標 9  | 4     | 4   | 脳指標の個人間比較に基づく福祉と主体性の最大化                                                                                | 松元 健二   | 玉川大学                           |
| 80 | 目標 9  | 5     | 5   | 逆境の中でも前向きに生きられる社会の実現                                                                                      | 山田 真希子 | 量子科学技術研究開発機構           |
| 81 | 目標 9  | 6     | 6   | 子どもの好奇心・個性を守り、躍動的な社会を実現する                                                                            | 菊知 充     | 金沢大学                           |
| 82 | 目標 9  | 7     | 7   | 食の心理メカニズムを司る食嗜好性変容制御基盤の解明                                                                            | 喜田 聡     | 東京大学                           |
| 83 | 目標 9  | 8     | 8   | こころの可視化と操作を可能にする脳科学的基盤開発                                                                              | 内匠 透     | 神戸大学                           |
| 84 | 目標 9  | 9     | 9   | AIoTによる普遍的感情状態空間の構築とこころの好不調検知技術の開発                                                              | 中村 亨     | 大阪大学                           |
| 85 | 目標 9  | 10    | 10  | Child Care Commons：わたしたちの子育てを実現する代替親族のシステム要件の構築                                                  | 細田 千尋   | 東北大学                           |
| 86 | 目標 9  | 11    | 11  | 楽観と悲観をめぐるセロトニン機序解明                                                                                          | 宮崎 勝彦   | 沖縄科学技術大学院大学             |
| 87 | 目標 9  | 12    | 12  | 子どものこころを支援する触覚パートナー                                                                                        | 篠田 裕之   | 東京大学                           |
| 88 | 目標 9  | 13    | 13  | 子どもの虐待・自殺ゼロ化社会                                                                                                  | 菱本 明豊   | 神戸大学                           |
| 89 | 目標 10 | 1     | 1   | 革新的加速技術による大強度中性子源と先進フュージョンシステムの開発                                                            | 奥野 広樹   | 理化学研究所                       |
| 90 | 目標 10 | 2     | 2   | 多様な革新的炉概念を実現する超伝導基盤技術                                                                                    | 木須 隆暢   | 九州大学                           |
| 91 | 目標 10 | 3     | 3   | 超次元状態エンジニアリングによる未来予測型デジタルシステム                                                                    | 星 健夫     | 自然科学研究機構                   |

### 終了したプロジェクト
|    | 目標   | （1） | (2) | 研究開発プロジェクト                                                                                     | PM          | 所属                 |
| -- | ------ | ----- | --- | --- | ----------- | -------------------- |
| 1  | 目標 3 | 5     | 5   | （2023年度終了）AIロボットにより拓く新たな生命圏                                                         | 上野 宗孝   | 宇宙航空研究開発機構 |
| 2  | 目標 3 | 7     | 7   | （2023年度終了）ありたい未来を共に考え行動を促すAIロボット                                               | 大武 美保子 | 理化学研究所         |
| 3  | 目標 3 | 10    | 10  | （2023年度終了）人・AIロボット・生物サイボーグの共進化による新ひらめきの世界                             | 森島 圭祐   | 大阪大学             |
| 4  | 目標 4 | 1     | 1   | （2023年1月終了）電気エネルギーを利用し大気CO2を固定するバイオプロセスの研究開発                         | 加藤 創一郎 | 産業技術総合研究所   |
| 5  | 目標 4 | 1     | 6   | （2023年1月中止、一部スピンアウト）大気中CO2を利用可能な統合化固定･反応系（quad-C system）の開発         | 福島 康裕   | 東北大学             |
| 6  | 目標 4 | 3     | 3   | （2023年度末スピンアウト）光スイッチ型海洋分解性の可食プラスチックの開発研究                             | 中山 敦好   | 産業技術総合研究所   |
| 7  | 目標 5 | 1     | 6   | （2022年3月、5-2-1由良PMの昆虫食PJへ統合）シロアリの破壊的木材分解能力を用いた未利用木材の飼料化と食料化 | 松浦 健二   | 京都大学大学院       |
| 8  | 目標 5 | 2     | 1   | （2022年3月廃止）フードチェーン全体を通じた食品ロス低減とそれに伴う環境負荷削減に関する研究              | 金本 圭一朗 | 人間文化研究機構     |
| 9  | 目標 5 | 2     | 3   | （2022年3月中止、再公募）フードロス削減とQoL向上を同時に実現する革新的な食ソリューションの開発           | 中嶋 光敏   | 筑波大学             |
| 10 | 7      | 2     | 2   | （2023年11月終了）組織胎児化による複合的組織再生法の開発                                                 | 栗田 昌和   | 東京大学             |
| 11 | 8      | 4     | 4   | （2023年度終了、一部スピンアウト？）気象制御のための制御容易性・被害低減効果の定量化                     | 小槻 峻司   | 千葉大学             |
| 12 | 目標 9 | 6     | 6   | （2024年3月31日中止）Awareness Musicによる「こころの資本」イノベーション                                 | 山脇 成人   | 広島大学             |
| 13 | 目標 9 | 10    | 10  | （2022年12月中止）被虐待児、虐待加害、世代間連鎖ゼロ化社会                                               | 友田 明美   | 福井大学             |

### 他のプロジェクトへの参加研究者
他の類似研究プロジェクトへの参加研究者5名とその研究。
- FIRST
  - 合原一幸 - FIRSTプログラム1「複雑系数理モデル学の基礎理論構築とその分野横断的科学技術応用」
  - 柳沢正史 - FIRSTプログラム27「高次精神活動の分子基盤解明とその制御法の開発」
- NEXT
  - 本田 賢也 - NEXT-LS035「腸内環境と免疫システム構築の統合的理解とその応用」
- ImPACT
  - 伊藤耕三 - ImPACTプログラム1「超薄膜化・強靭化「しなやかなタフポリマー」の実現[154][155]」PM（プログラム・マネージャー）。
  - 原田香奈子 - ImPACTプログラム15「バイオニックヒューマノイドが拓く新産業革命[156][157]」PM（プログラム・マネージャー）。
- SIP
  - 伊藤耕三 - SIP第3期-7「サーキュラーエコノミーシステムの構築[158]」PD（プログラムディレクター）。

## 設立の経緯
- 2018年（平成30年）6月14日の総合科学技術・イノベーション会議（第39回）[2]において、ムーンショット型研究の必要性についてCSTI有識者議員より提言があり、同年12月20日の同会議（第41回）[159]で「ムーンショット型研究開発制度の基本的考え方について」を決定。
- ムーンショット目標の設定にあたり、一般から解決を期待する社会課題や実現すべき未来像を公募、その意見に基づいてムーンショット型研究開発制度に係るビジョナリー会議[160][161]を設置して議論、ロボカップからのスピンアウトの事例や3つのエリア、13のビジョン、25の目標例などが提案される[162][163][164]。

- 2019年（令和元年）12月にムーンショット国際シンポジウム[165]を開催し、ムーンショット型研究開発制度の運営及びムーンショット目標について議論、6つの目標案を決定。
- 2020年（令和2年）1月23日の総合科学技術・イノベーション会議（第48回）[3]で、ムーンショット目標1 - 6を決定。
- 同年7月14日の健康・医療戦略推進本部（第30回）[166]で、ムーンショット目標7を決定。
- 研究推進法人がプログラムディレクター（PD）を決定、プロジェクトマネージャー（PM）を公募。産学官で構成する戦略推進会議[167]からの助言を受けてPMを決定し、研究を開始する。

|                | 文部科学省 JST | 経済産業省 NEDO | 農林水産省 BRAIN | 内閣府(AMED室) AMED |
| -------------- | -------------- | --------------- | ---------------- | ------------------- |
| H30年度2次補正 | 0800           | 200             | ―                | ―                   |
| R元年度当初    | 016            | 04              | ―                | ―                   |
| R元年度補正    | ―              | ―               | 050              | 100                 |
| R2年度当初     | 016            | 04              | 01               | 02*                 |
| R3年度当初     | 016            | 04              | 01               | 02*                 |
| R3年度補正     | 0680           | 040             | 030              | 050                 |
| R4年度当初     | 29.6           | 4.8             | 1.6              | 03*                 |
| R5年度当初     | 29.6           | 3.8             | 1.6              | 03*                 |
| R5年度補正     | 1522           | 237             | 020              | 365                 |
| R6年度当初     | 24.7           | 3.6             | 01               | 3.8*                |

- 2021年（令和3年）9月28日の総合科学技術・イノベーション会議（第57回）[4]で、ムーンショット目標8 - 9を決定。
- 2023年（令和5年）12月26日の総合科学技術・イノベーション会議（第70回）[5]で、ムーンショット目標10を決定。

## 所轄官庁
- 内閣官房
- 内閣府
- 文部科学省
- 厚生労働省
- 農林水産省
- 経済産業省

## 研究推進法人
- 国立研究開発法人 科学技術振興機構（JST） - 目標1-3、6、8-10を推進（所管：文部科学省）
- 国立研究開発法人 新エネルギー・産業技術総合開発機構（NEDO） - 目標4を推進（所管：経済産業省）
- 生物系特定産業技術研究支援センター（BRAIN） - 目標5を推進（所管：農林水産省）
- 国立研究開発法人 日本医療研究開発機構（AMED) - 目標7を推進（所管：内閣府）